# Digitaria venezuelae
Digitaria venezuelae är en gräsart som beskrevs av Johannes Jan Theodoor Henrard. Digitaria venezuelae ingår i släktet fingerhirser, och familjen gräs. Inga underarter finns listade i Catalogue of Life.